# 1569
Évszázadok: 15. század – 16. század – 17. század
Évtizedek: 1510-es évek – 1520-as évek – 1530-as évek – 1540-es évek – 1550-es évek – 1560-as évek – 1570-es évek – 1580-as évek – 1590-es évek – 1600-as évek – 1610-es évek
Évek: 1564 – 1565 – 1566 – 1567 –  1568 – 1569 – 1570 – 1571 – 1572 – 1573 – 1574

## Események

### Határozott dátumú események
- január 25. – II. Fülöp spanyol király engedélyezi, hogy az inkvizíció filiálékat nyisson Amerikában.[1]
- március 13. – A jarnaci csatában[2] Anjou hercegének királyi hadai győzelmet aratnak az hugenották Condé és Coligny vezette csapatai felett. Condé elesik a csatában.[3]
- július 1. – A lengyel–litván perszonáluniót felváltja a lublini reálunió, a Lengyel–Litván Unió létrejötte. (A különleges államalakulat, a Lengyel–Litván Nemesi Köztársaság, azaz a Rzeczpospolita – res publica – első választott uralkodója a francia Valois Henrik lett 1573-ban.)[4]
- október 3. – A moncontouri csatában Coligny vereséget szenved.[3]
- október 12. – Dobó István egri várkapitányt felségárulás vádjával börtönbe zárják.[5]
- október 16. – A Tordasi Pál erdélyi román püspök által összehívott nagyenyedi zsinat hitcikkelyei a reformáció szellemében íródnak (elismerik a Szentírás feltétlen tekintélyét, eltörlik a szentek imádatát, eltörlik a papok házasodásának tilalmát, elrendelik az istentisztelet oláh nyelven tartását).[6]
- október 18. – Verancsics Antal esztergomi érsek, Bornemisza Pál nyitrai püspök királyi helytartó  lesz.[7]
- október 26. – 24 királyi város elfogadja a protestáns szepességi hitvallást(wd).[8]

### Határozatlan dátumú események
- az év folyamán – A törökök ostrom alá veszik Asztrahánt, de a vár és a város orosz védői kitartanak, s az oszmánok kudarcot vallanak.

## Születések
- január 13. – Michael Weiss, Brassó főbírája, krónikaíró († 1612)[9]
- július 30. – I. Károly  Liechtenstein első hercege, a Liechtenstein hercegi ház megalapítója († 1627)
- december 9. – Porres Szent Márton († 1639)[10]

## Halálozások
- március 13. – I. Louis de Bourbon-Condé, a Condé-ház alapítója, a hugenotta tábor vezetője a francia vallásháborúkban[2] (* 1530)
- május 10. – Ávilai Szent János[11]
- május 27. – François de Coligny d’Andelot francia hadvezér, Gaspard de Coligny admirális és Odet de Coligny  bíboros fivére, a hugenotta párt egyik vezetője a francia vallásháborúkban (* 1521)
- szeptember 5. – id. Pieter Bruegel flamand festő (* 1525?)